# Willy Schmieger

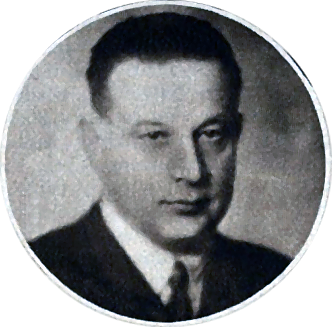
Willy Schmieger (vor 1931)

Wilhelm „Willy“ Schmieger (* 24. April 1887 in Wien; † 10. Oktober 1950 ebenda) war ein österreichischer Journalist, Fußballspieler und -funktionär. Sein ursprünglicher Beruf war Gymnasialprofessor für Latein und Griechisch. Mit der Wiener Sportvereinigung und deren Nachfolgeverein Wiener Sport-Club, dessen Präsident er später wurde, gewann er 1905 und 1912 den Challenge-Cup. Zwischen 1907 und 1912 spielte er als Stürmer in der österreichischen Fußballnationalmannschaft. Zwischen 1915 und 1936 bekleidete er diverse Spitzenfunktionen im österreichischen Fußball. Er war ein Pionier von Live-Sportübertragungen im österreichischen Rundfunk und berichtete neben legendären Fußballspielen auch von den Olympischen Spielen 1936 und 1948. In der zweiten Hälfte der 1930er-Jahre war er unter anderem Schriftleiter beim Vorgänger der Kronen Zeitung, der Illustrierten Kronenzeitung.

## Leben und Wirken
Der im 18. Wiener Gemeindebezirk Währing aufgewachsene Schmieger studierte von 1907 bis 1912 an der Universität Wien klassische Philologie und legte 1913 die Lehramtsprüfung ab. Schon ab 1909 begann er sich als Journalist zu betätigen und war verantwortlicher Redakteur bei der Zeitung Sport im Wort. Seit 1904 trat er als zudem Fußballspieler bei der Wiener Sportvereinigung, der er 1901 beitrat und die sich 1907 mit den Wiener Cyclisten zum Wiener Sport-Club vereinigte, in Erscheinung.
Am 3. November 1907 debütierte der Stürmer in Budapest bei einer 1:4-Niederlage gegen Ungarn in Budapest im Nationalteam. Die Partie firmierte seinerzeit als „Städtespiel Budapest – Wien“ und wurde erst später als Länderspiel anerkannt. Schmieger erzielte mit dem Ehrentreffer dabei sein erstes Tor für Österreich. Sein siebtes und letztes Länderspiel gab er am 22. Dezember 1912 in Genua bei einem 3:1-Sieg gegen Italien, wo er mit seinem sechsten Länderspieltreffer die italienische Führung egalisierte. Es ist unklar, ob hier Josef Brandstetter oder Schmieger Kapitän des österreichischen Teams war.
Mit der Wiener Sportvereinigung gewann er im Juni 1905 erstmals den Challenge-Cup, einen Wettbewerb für Vereinsmannschaften aus Wien und Budapest, durch einen 2:1-Finalsieg auf dem Wiener Cricketplatz in der Vorgartenstraße über den Magyar AC aus Budapest.
Mit dem Sport-Club erreichte er 1909 erneut das Finale um den Challenge-Cup, unterlag dort aber Ferencváros Budapest um den „Wunderstürmer“ Imre Schlosser mit 1:2. Es war vermutlich er, der in der 53. Minute auf der Hohen Warte von Wien den zwischenzeitlichen 1:1-Ausgleich erzielte. Beim erneuten Vordringen des WSC in das Finale dieses Wettbewerbes 1912, das der Sport-Club auf dem Platz des Wiener AC gegen Ferencvaros mit 3:0 gewann, wird zwar in der Hauptsache Leopold Neubauer als Schütze des 1:0 angegeben, es gilt aber als möglich, dass Schmieger diesen Treffer erzielte.
Ihm wird vielfach auch die Entdeckung des „Jahrhunderttalents“ Karl Braunsteiner zugeschrieben, der ebenfalls für den Sport-Club antrat und in jungen Jahren im Ersten Weltkrieg umkam. Schon in seiner Zeit als Spieler und auch darüber hinaus betätigte er sich als Schiedsrichter und kam hierbei auch zu internationalen Einsätzen. Sein erstes Länderspiel leitete er dabei am 8. November 1914, wo Österreich auf dem WAC-Platz gegen Ungarn mit 1:2 verlor.
Bereits im Laufe des Ersten Weltkriegs war er zwischen 1915 und 1918 Präsident des damals im österreichischen Fußball federführenden Verbandes, dem Niederösterreichischen Fußballverband, wo er den Gründungspräsidenten Ignaz Abeles vertrat. Schmieger wurde danach Vizepräsident. In seiner sechs Jahre währenden Zeit als Sektionsleiter beim Sport-Club wurde dieser 1922 Meister und 1923 Pokalsieger.
In späteren Jahren wurde er Präsident und Ehrenkapitän des Sport-Clubs und zeichnete in jener Zeit auch als Autor verantwortlich für die Vereinshymne Heil Wiener Sportklub unser Hort. Auch ein „Arierparagraph“ wurde unter seiner Ägide in die Vereinssatzung aufgenommen. Er behauptete sogar, dass der Sport-Club „der einzige [Verein] war, der in seiner Satzung schon bei der Gründung einen Arierparagraphen verankert hatte“ und stellte fest, dass von „Veränderungen im Fußballverband und bei den Vereinen“ nur der „Wiener Sportklub“ nicht betroffen sei, da er „seit der Gründung niemals Juden als Mitglieder aufgenommen hat“. Diese Haltung nutzten später Mitglieder des Sportklubs wie Ferry Dusika bei ihren Aufnahmeanträgen in die NSDAP, um ihre antisemitische und nationalsozialistische Einstellung nachzuweisen.
In den 1920er Jahren leitete er das Illustrierte Sportblatt. 1925 übernahm er die Sportredaktion der Wiener neuesten Nachrichten – eine Funktion, die mit der einstweiligen Einstellung des Blattes nach dem „Anschluss“ zu einem Ende kam. Beachtung fand auch sein Buch Der Fußball in Österreich über die Geschichte des österreichischen Fußballs bis 1925, das 1925 erschien.
Er trat als Pionier der Sportübertragungen der Radio Verkehrs-Aktiengesellschaft (RAVAG), des österreichischen Radios, auf. 1928 berichtete er erstmals live von einem Eishockey-Spiel. Im Oktober 1928 folgte die erste Fußball-Direktübertragung des Senders von einem Fußballspiel, dem Länderspiel Österreich gegen Ungarn. Berühmt wurden seine Berichte von den Matches des österreichischen „Wunderteams“, wie die österreichische Nationalmannschaft der Jahre 1931 bis 1933 genannt wurde, aber auch von Spielen um den Mitropa-Cup. Seine „mitreissende Reportage“ im Dezember 1932 vom Londoner Stadion an der Stamford Bridge, wo Österreich trotz einer 3:4-Niederlage gegen England einen Achtungserfolg erzielte, sorgte sogar für die Unterbrechung einer Sitzung des parlamentarischen Finanzausschusses. Es wird berichtet, dass seine bildreichen Reportagen eine Kombination von Kompetenz und Wiener Humor auszeichnete. Der Schöpfer des Wunderteams, Hugo Meisl, bezeichnete ihn als seinen „Mitbetreuer“. Sein „Schall zu Vogl, Vogl zu Schall“ – die Schilderung eines weiland üblichen Doppelpassspiels zweier Admira-Spieler in einem Spiel gegen Schottland – bekam Kultcharakter und wurde zu Schmiegers nachhaltigem Markenzeichen.
1935 wurde er im seinerzeitigen austrofaschistischen Ständestaat vom Sportführer und Vizekanzler Ernst Rüdiger Starhemberg zum „Gruppenführer“ bzw. „Obersten Sportführer“ für Fußball ernannt. Hier blieb er aber ineffektiv, da seine deutschnationale Einstellung auf Widerstand traf. Daher musste er bereits im Jahr darauf zurücktreten und wurde durch den Verbandspräsidenten, das eingeschriebene NSDAP-Mitglied Richard Eberstaller, abgelöst.
1935 wurde er stellvertretender Chefredakteur der Wiener Illustrierten Kronenzeitung und gab sein Lehramt auf. Im März 1938 wurde er „verantwortlicher Schriftleiter“ und hatte damit quasi die Funktion des Chefredakteurs inne. Nach dem „Anschluss“ firmierte er formell nurmehr als Schriftleiter für das Ressort Sport mit absoluter Eigenverantwortung. Sein Monatsgehalt von RM 1500 war das höchste in der Krone-Redaktion und er lag damit mit dem Hauptschriftleiter gleichauf. Kollegen bei anderen Zeitungen verdienten in gleichartigen Positionen nur etwa halb so viel.
In einem Bericht über das „Anschluss-Spiel“ der nunmehrigen „Ostmark“ gegen Deutschland am 3. April 1938 das 2:0 endete, schwelgte er von der „sportgeschichtlichen Größe des Augenblicks“, in dem die 60.000 Zuschauer im Wiener Prater-Stadion „stehend, entblößten Hauptes und den Arm zum deutschen Gruße erhoben“ Deutschland-Lied und Horst-Wessel-Lied hörten. Österreichs Sportgemeinde würde „in tiefer Dankbarkeit“, einen solchen Tag erlebt haben zu dürfen, „dem Führer am 10. April“ diese „durch ein begeistertes und überzeugtes Ja beweisen“. Schmieger beantragte am 12. Oktober 1941 die Aufnahme in die NSDAP und wurde rückwirkend zum 1. Januar aufgenommen (Mitgliedsnummer 9.029.182). In seinem Aufnahmeantrag verwies Schmieger darauf, dass er bei den Olympischen Winterspielen 1936 positiv über den Nationalsozialismus berichtet habe.
Er blieb bis zumindest 1942 Sportschriftleiter der Kronen-Zeitung und bis 1944 Sportberichterstatter im Reichssender Wien. 1943 verlor er seinen einzigen Sohn, Willy, im Krieg, was er nie verwinden sollte.
Nach Ende des Zweiten Weltkriegs wurde Schmieger 1947 als Minderbelasteter eingestuft. Schmieger stellte daraufhin ein Ansuchen um Ausnahme von der Registrierung als Nationalsozialist, da er seine „innere Ablehnung dem Nationalsozialismus gegenüber […] auch nach aussen hin nicht verhehlt“ habe und nur auf äußeren Druck der NSDAP beigetreten sei. Als Zeugen führte Schmieger Josef Krips, Rudolf Henz, Josef Gerö und Friedrich Funder an. Das Ansuchen wurde im  März 1948 durch Bundespräsident Karl Renner bewilligt.
Ab 1945 bis 1948 war er noch Sportschriftleiter beim Kleinen Volksblatt. Neben weiteren Fußballreportagen im Hörfunk 1948 schloss er sich als Ressortleiter Sport wieder der RAVAG an und berichtete von den Olympischen Sommerspielen 1948 aus London. Seine Leistungen dort wurden aber von der Kritik niederschmetternd beurteilt. Mit Heribert Meisel, der Schmieger als Vorbild benannte, erschien zudem ein neuer Star am Reporterhimmel. Noch Jahrzehnte später sollte sich mit Edi Finger ein weiterer zur Legende gewordener Radioreporter des ORF an „die unvergessene Stimme Willy Schmiegers“ erinnern.
Am 10. Oktober 1950 verstarb „Professor Schmieger“ im Alter von 63 Jahren an einer „heimtückischen Krankheit“.
1963 wurde die „Schmiegergasse“ in seinem Heimatbezirk Währing nach ihm benannt.

## Werke
- Vierzig Jahre Wiener Sport-Club. 1883–1923. Ein Rückblick auf die Geschichte des Wiener Sport-Clubs anläßlich seines vierzigjährigen Bestandes, ausgegeben zur Festwoche vom 2. bis 10. Juni 1923. Sportclub, Wien 1923.
- Der Fußball in Österreich. Burgverlag, Wien 1925.
- Rudolf Hiden. Österreichs Fußballtormann. Winkler, Wien und Leipzig 1932.